# Taisto Mäki
Taisto Mäki   (Rekola, 2 de desembre de 1910 - Hèlsinki, 1 de maig de 1979) fou un atleta finlandès, especialista en curses de mig fons i de fons que va competir entre la dècada de 1930 i la de 1940. Va batre els rècords mundials de les dues milles, els 5.000 i els 10.000 metres, posseint els rècords simultàniament entre 1939 i 1942. Mäki va ser el primer home en baixar dels 30 minuts en els 10.000 metres, batent el seu propi rècord mundial amb un temps de 29' 52.6" el 17 de setembre de 1939.
El 1938, al Campionat d'Europa d'atletisme, va guanyar la medalla d'or en els 5.000 metres, tot superant a Henry Jonsson i Kauko Pekuri, segon i tercer respectivament. El 29 de setembre de 1938, menys d'un mes després de guanyar a París, va batre el rècord mundial dels 10.000 metres per primera vegada, superant el vell rècord d'Ilmari Salminen en més de tres segons i deixar-lo en 30' 02.0". Durant la següent temporada va batre cinc rècords mundials. El 7 de juny va millorar en gairebé tres segons el rècord de Miklós Szabó de les dues milles a l'estadi Olímpic de Hèlsinki, amb un temps de 8'53.2". Nou dies després, al mateix estadi, va millorar en vuit segons el rècord dels 5.000 metres de Lauri Lehtinen. Va tancar aquests grans curses el 17 de setembre, quan millorà en gairebé deu segons el seu propi rècord dels 10.000 metres.
A nivell nacional guanyà quatre campionats nacionals, dos en els 5.000 metres (1934 i 1937) i dos en els 10.000 metres (1939 i 1940).
La guerra d'hivern entre Finlàndia i la Unió Soviètica va esclatar el 30 de novembre de 1939. Com molts altres esportistes finlandesos fou desplegat inicialment a l'istme de Carèlia, però el febrer de 1940, junt a Paavo Nurmi, fou enviat a una gira pels Estats Units per recaptar diners pel Fons de Socors finlandès. Durant la gira els seus temps van estar per sota dels demostrats l'any anterior. La guerra de continuació posà punt-i-final a la carrera de Mäki.

## Millors marques
- 1.500 metres. 3'53.5" (1939)
- 1 milla. 4'12.0" (1939)
- 5.000 metres. 14.08.8" (1939)
- 10.000 metres. 29'52.6" (1939)[8]